# لين كوهن (مصورة)
لين كوهن هي مصورة كندية، ولدت في 3 يوليو 1944 في راسين في الولايات المتحدة، وتوفيت في 13 مايو 2014 في مونتريال في كندا بسبب سرطان الرئة.

## وصلات خارجية
- الموقع الرسمي